# گمینا تروشن
گمینا تروشن (به لهستانی:  Gmina Troszyn) یک گمینا در لهستان است که در شهرستان اوستروونکا واقع شده‌است. گمینا تروشن ۱۵۶٫۳۱ کیلومتر مربع مساحت و ۴٬۹۴۵ نفر جمعیت دارد.